# Gouvernement de Suwałki
 (décembre 2023).
Si vous disposez d'ouvrages ou d'articles de référence ou si vous connaissez des sites web de qualité traitant du thème abordé ici, merci de compléter l'article en donnant les références utiles à sa vérifiabilité et en les liant à la section « Notes et références ».
1867–1914
Entités suivantes :
- Deuxième république de Pologne

Le gouvernement de Suwałki (en russe : Сувалкская губерния, en polonais : Gubernia suwalska et en lituanien : Suvalkų gubernija) est une division administrative de l’Empire russe, située dans le royaume de Pologne, avec pour capitale la ville de Suwałki. Créé en 1867 à partir d’une partie du gouvernement d’Augustów, le gouvernement exista jusqu’en 1914 quand il devint le théâtre des combats de la Première Guerre mondiale.

## Géographie
À l'ouest le gouvernement de Suwałki avait une frontière commune avec la Prusse Orientale appartenant à l’empire allemand, au nord avec le gouvernement de Kowno, à l’est avec celui de Wilna et au sud avec ceux de Grodno et Łomża.
De nos jours le territoire du gouvernement se trouve principalement en Lituanie, une petite part se trouve en Pologne et une fraction en Biélorussie.

## Subdivisions administratives
Au début du XXe siècle le gouvernement de Suwałki était divisé en sept ouiezds : Augustów, Władysławów,  Wyłkowyszki, Kalwaria, Mariampol, Sejny et Suwałki.

## Population
En 1897 la population du gouvernement était de 582 913 habitants, dont 52,2% de Lituaniens, 23,0% de Polonais, 10,1% de Juifs, 5,2% d'Allemands, 4,6% de Biélorusses et 4,2% de Russes.